# Bal·lomar
Bal·lomar (Moràvia, 140 - 170/180), fou un rei germànic del poble dels marcomans que va viure durant el regnat de l'emperador Marc Aureli.

## Biografia

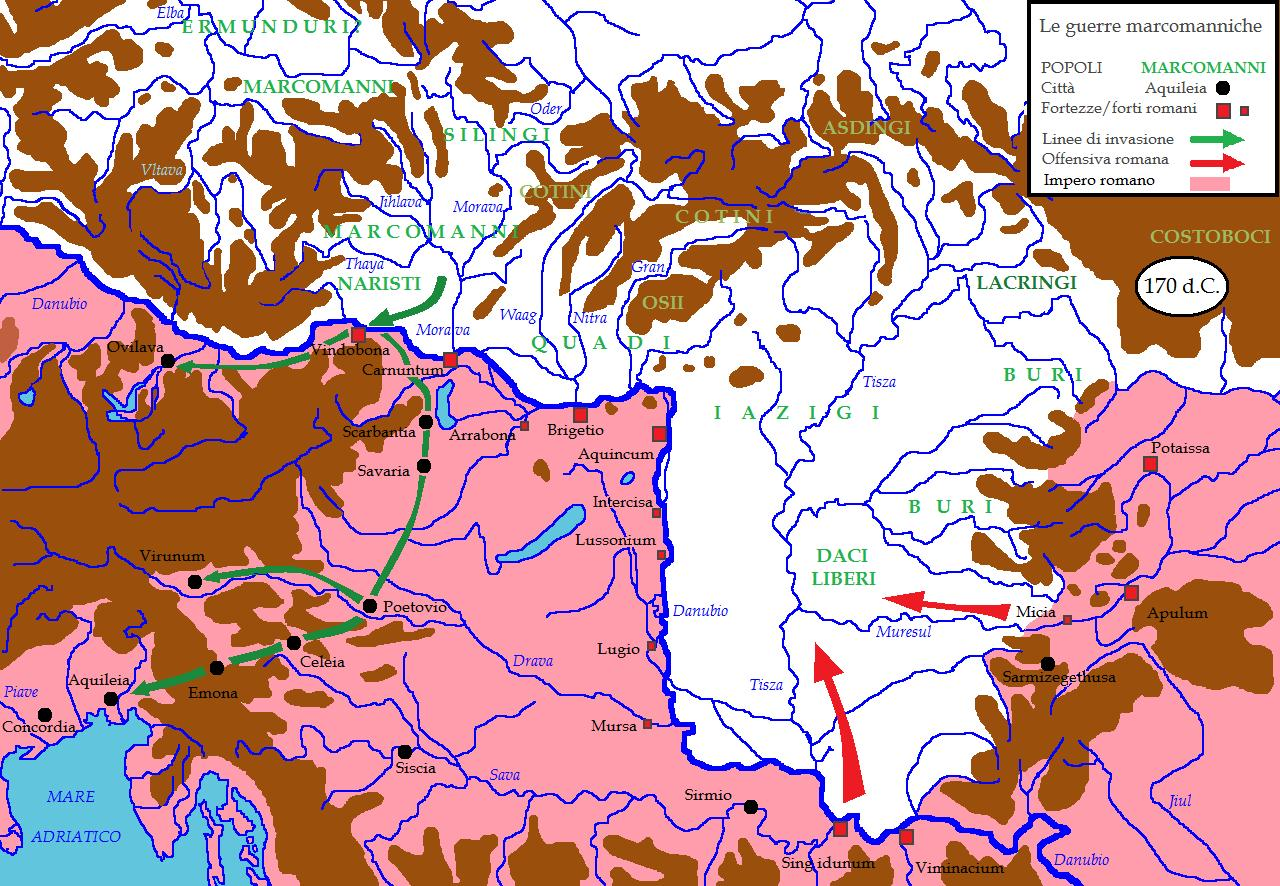
Invasió germànica i ofensiva romana durant la Guerra Marcomana del del 170

Esmentat en l'obra de Cassi Dió per haver dut a terme converses de pau amb el governador de la província romana de Pannònia Superior, Marc Jall Bas, després de l'esfondrament de la frontera romana davant de la invasió duta a terme per diverses tribus germàniques. Era l'inici de les Guerres Marcomanes.
Va participar en la gran invasió germànica del 170, quan una gran coalició de tribus passaren les fronteres romanes i derrotaren 20.000 soldats romans durant el setge d'Aquileia i destruïren Opitergium.
Probablement està representat en l'episodi XXV de la columna de Marc Aureli, com un presoner portat davant de Marc Aureli.